# Kronika polsko-węgierska
Kronika polsko-węgierska – kronika zachowana w kilku łacińskich polskich rękopisach. Odkryta przez Joachima Lelewela w 1811 r. w rękopisie Sędziwoja z Czechła zachowanym w bibliotece poryckiej Tadeusza Czackiego. Przyjmuje się, że została spisana po 1222 roku przez kogoś znajdującego się prawdopodobnie w kręgu węgierskiej kancelarii królewskiej. Dzieło opisuje dzieje Węgrów do wyjścia z praojczyzny po panowanie króla Władysława I Świętego. Kronika przytaczana w Polsce ok. 1254 roku w okresie kanonizacji św. Stanisława ze Szczepanowa.